# La Rouvière
La Rouvière település Franciaországban, Gard megyében. Lakosainak száma 664 fő (2022. január 1.). La Rouvière La Calmette, Gajan, Montignargues, Nîmes, Saint-Bauzély és Saint-Geniès-de-Malgoirès községekkel határos.

## Népesség
A település népessége az elmúlt években az alábbi módon változott:
| Lakosok száma | 205  | 268  | 353  | 558  | 587  | 594  | 598  | 607  | 607  | 664  |
|               | 1968 | 1982 | 1990 | 2006 | 2013 | 2015 | 2017 | 2019 | 2020 | 2022 |